# AMU-Vest
AMU-Vest (tidligere Specialarbejderskolen) er et af Vestjyllands førende centre for voksen- og efteruddannelse. Skolen grundlagdes i 1965, hvor undervisningen foregik i lejede omgivelser ved Betongården på Lærkevej i Esbjerg.
Grundet pladsmangel flyttede skolen i 1966 ud på Energivej med plads til syv værksteder.
Et stort byggeri med plads til fremtidige udvidelsesbehov, blev viderehen planlagt pga. endnu voksende efterspørgsel. Byggeriet blev opført på den nuværende adresse på Spangsbjerg Møllevej 304-306 i Esbjergs østlige bydel.
Indvielsen fandt sted 1971, hvor bygherrerne kunne præsentere et 5.000 m² moderne byggeri på en 27.000 m² stor grund. Allerede i 1978 var skolen dog også vokset ud af disse rammer, og der blev planlagt, at opføre en 2.000 m² stor tilbygning, der blev indviet i 1981.
I 1984 udvidede skolen sine aktivitetsområder, hvilket resulterede i yderligere en tilbygning, der kunne tages i brug i 1988.